# Kabold
Kabold (németül Kobersdorf, horvátul Kobrštof) mezőváros Ausztriában, Burgenland tartományban, a Felsőpulyai járásban.

## Fekvése
Felsőpulyától 15 km-re északnyugatra fekszik. Közigazgatásilag Felsőpéterfa és Kishársfalva tartozik hozzá.
A kataszteri közösségek Kobersdorf, Kishársfalva és Felsőpéterfa.

## Története
Kabold vidéke már a történelem előtti időkben is lakott volt. Az i. e. 1. században az itt élő kelták már intenzív vasművességgel foglalkoztak. Az 1. és 4. század között területe Pannónia tartomány része volt. A népvándorlás korában germán törzsek után avarok, szlávok éltek ezen a vidéken, majd Nagy Károly frank birodalmának keleti tartományához tartozott. 860-ban Német Lajos király Adalwin salzburgi érseknek küldött adománylevelében többek között szerepel egy "Kundpoldersdorf" nevű település is, melyet többen a mai Kaboldnak tartanak. 1073-ban Kabold a szomszédos Fraknó, Lánzsér és Schwarzenbach településekkel együtt a Pitten grófsághoz tartozott.

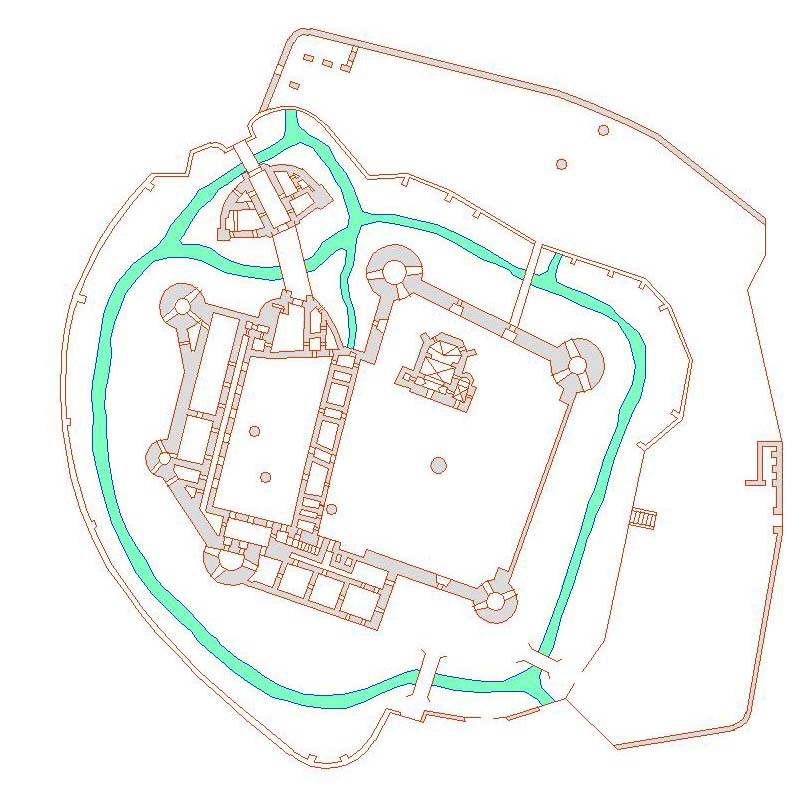
A vár alaprajza

Kabold vára 1222 és 1229 között épült. Ebben az időben ura Botus fia Pósa gróf volt aki a birtokot Veperddel és Lakompakkal együtt hűségéért és szolgálataiért 1222-ben II. András királytól kapta és rögtön egy vizivár felépítésébe kezdett. A vár első okleveles említése 1229-ből származik, amikor a király megerősíti Pósát birtokaiban, köztük "Kabolt" (Kabold), Lakompak és Veperd birtokában is. A várat 1280-ban "Castrum (regis) Kabold", 1302-ben "Castrum Kobold", 1319-ben "Castrum Kaboth", 1323-ban "Castrum Kabolth", 1346-ban "Castrum Kabold", 1434-ben "Castrum Kaabold", 1447-ben "Castrum Kwbelsdorff alias Kabold", 1451-ben "Castrum Kobelsdorff", 1491-ben "Castrum Kobelstorff" alakban említik a korabeli források.
A vár felépültével létrejött a kaboldi váruradalom, melyhez több környékbeli település tartozott. A település neve 1263-ban a Kobilica pataknévben bukkan fel. 1280-ban IV. László király Kaboldot a Csák nemzetségnek adományozta. 1289-ben a nagymartoni csata után a várat I. Albert osztrák herceg foglalta el, de 1291-ben III. András visszaszerezte. Ezután a Nagymartoni, vagy más néven Fraknói grófok birtoka volt, majd 1445-ben Fraknói Vilmos gróf a kaboldi uradalmat Albert osztrák hercegnek adta zálogba, aki 1447-ben megvásárolta és általa, miután eladta 1451-ben III. Frigyes német-római császár birtoka lett. Közben 1446-ban Hunyadi János kormányzó Váti Mihálynak és laki (máskép mihályi) Ugron Istvánnak és általuk Linkóháti Benedeknek adományozta. Ám hogy beiktatták volna őket a vár birtokába, annak nincs semmi nyoma.
A császár bécsújhelyi székhelyéhez közel eső Kabold, Fraknó és Lánzsér várainak stratégiai szerepe megnőtt. 1452-ben Kaboldot a Weißpriach család kapta zálogba. 1463-ban III. Frigyestől vásártartási jogot kapott, kiváltságait 1651-ben III. Ferdinánd is megerősítette. A Weißpriach család később Hunyadi Mátyás híve lett, akitől megkapták a vár tulajdonjogát. 1482-ben a várat késő gótikus külsővárral és várkápolnával bővítették. 1529-ben a Bécs ellen vonuló török sereg lerombolta Kabold várát is, melyet a Weißpriach család reneszánsz stílusban épített újjá. 1553-ban kihalt a Weißpriach család és a birtokot több részre osztották fel. Ebben a zavaros időszakban Kabold rablóvárként, hamispénzverőként működött, 1599-ben udvarán állítólag még boszorkányt is égettek.
1564-ben báró Devecseri Csóron Jánosé lett a kaboldi uradalom, aki 1568-ban az uradalom területén megalapította Csóronfalva és Kishársfalva településeket. Halála után 1585-ben a birtokot lányai között osztották fel. 1580 körül Kabold lakói is áttértek az evangélikus hitre. 1620-ban Bethlen Gábor serege foglalta el. 1629-ben a várúr fia a várban lőtte le sógorát, Zay Zsigmondot.
A Csóron család kihalása után 1638-ban Kabold uradalma visszakerült Magyarországhoz és a Weißpriach család leszármazottja Ipolykéri Kéry János birtoka lett. Kéry 1654-ben a vár átépítésébe és bővítésébe kezdett és 1656-ra barokk várkastéllyá építtette át. Ekkor Veperd, Csóronfalva, Kishársfalva, Mészverem és Csáva falvak tartoztak az uradalomhoz. 1663-ban az ellenreformáció hatására már ismét katolikus pap prédikált  a kaboldi templomban. A vár történetéhez tartozik az a szomorú esemény is, hogy 1670. április 26-án a várban találkozott a császár ellen szervezkedő Zrínyi Péter és Frangepán Ferenc Kristóf hogy a császár előtt tisztázza magát, de akiket Kéry Ferenc a vár ura a vendégjog megsértésével elárult és elfogatott. 1683-ban a Bécs ellen támadó török hadak, miután Bécs alatt véres vereséget szenvedtek visszavonulóban Kaboldon is rajtaütöttek és a gyengén megerősített várat könnyedén elpusztították. 1728-ban felépült a település Szent Miklósnak szentelt temploma, plébániáját 1711-ben alapították.

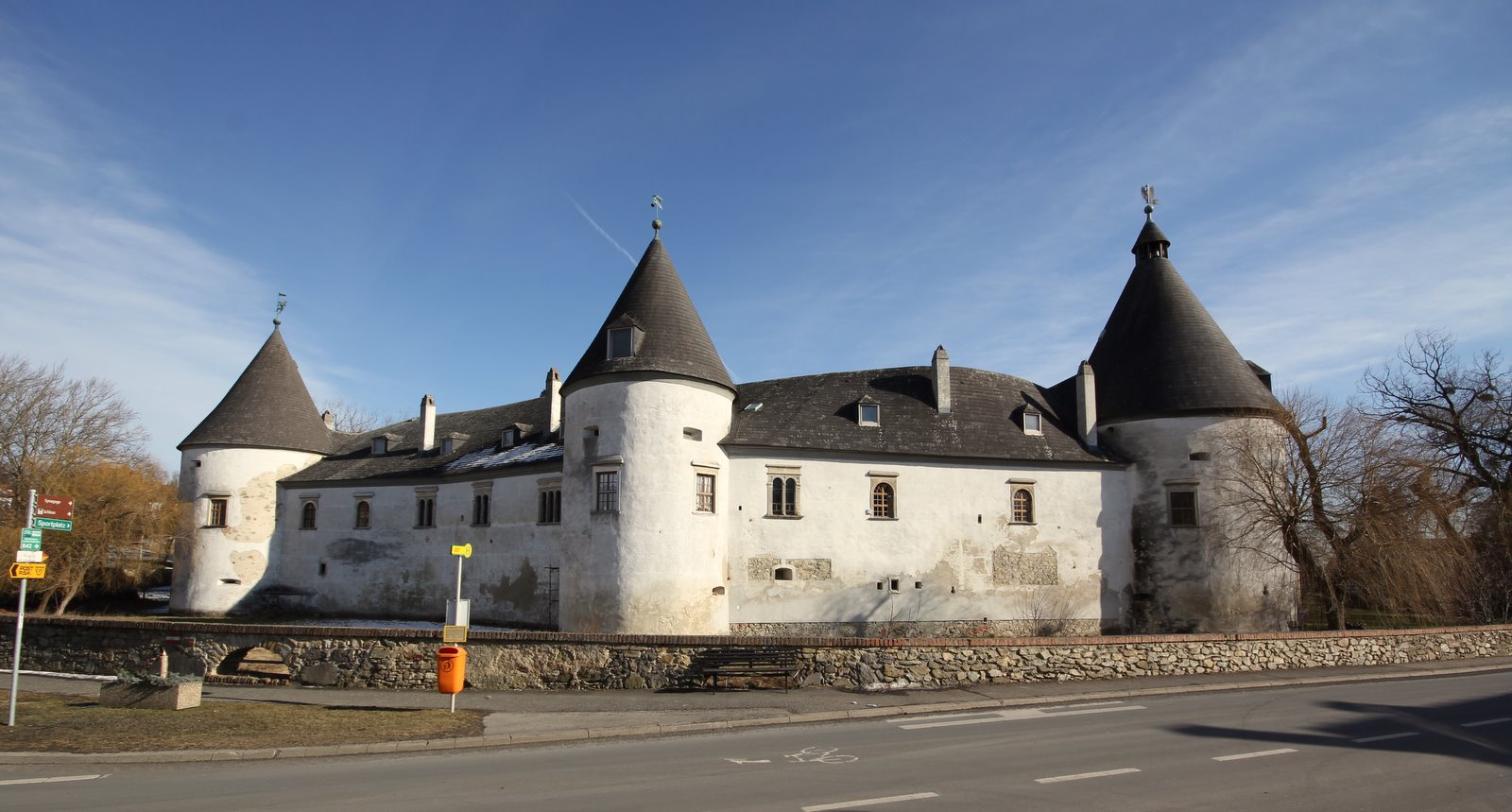

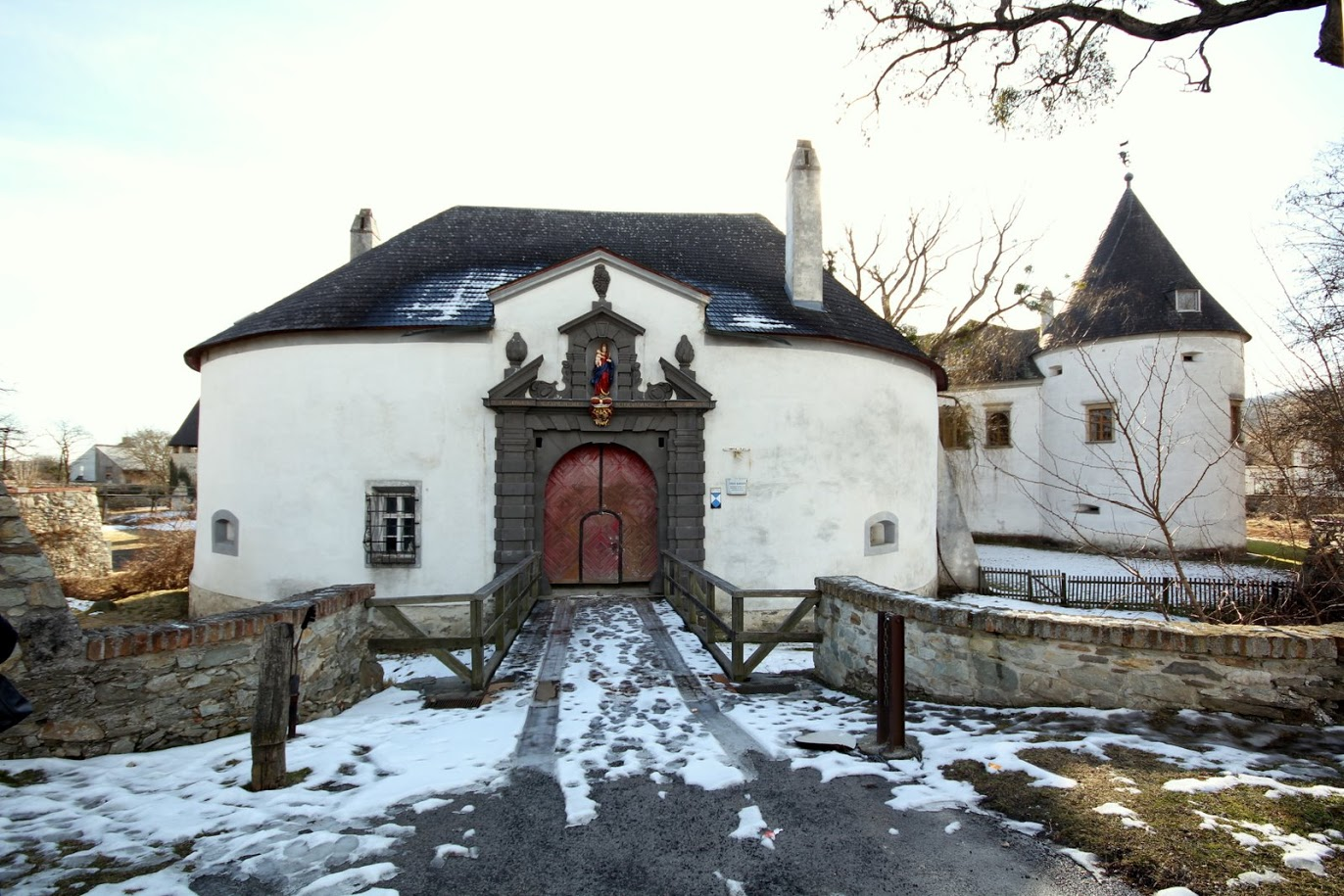
A vár díszes bejárata

Kéry Ferenc megpróbálta a várat újjáépíteni, de ez már meghaladta erejét. 1704-ben az uradalmat Esterházy Pál herceg vásárolta meg tőle és ezzel Kabold is  Esterházy-birtok lett és az is maradt egészen 1963-ig, amikor a várat a Bolldorf-Reitstätter család vásárolta meg.
Vályi András szerint " KABOLD. Kodelsdorf, vagy Kobersdorff. Vár, és mező német, ’s zsidó Város Sopron Várm. Sopronhoz 2 6/8 mértföldnyire, földes Ura H. Eszterházy Uraság, hajdani igen régi épűlete már elenyészett, a’ mostanit pedig G. Kéri Uraság építtette, nevezetesíttetett e’ Vár Zrínyi, és Frangepánnak történeteik által, kik is Csáktosnyáról ki szoríttatván, bajos lappangásaik után, midőn majd a’ Tsászárhoz akarnának járúlni engedelméért, majd a’ félelem viszsza tartóztatta őket; ide érkeztek; mint hogy pedig sok tseléd vala velek, ki kérte vala G. Kéri, hogy mindnyájoknak szállást nem adhatna, és így tsak hat hat embert hagynának, magok mellett. Reá állottak a’ Vitézek, ’s alig mernének bé a’ Várba, midőn annak hídgya fel vonattatott, ’s rabságjokat egyszerre szemlélték 1670dik esztendőben. Más nap őket G. Kéri, számos felfegyverkeztetett követőkkel Bétsbe kiséré. Belső épűletbéli készűletei a’ Várnak hétszegű, ékességekkel jelesen intéztettek, a’ mező Városnak határja hegyes helyen fekszik, lakosai katolikusok, és evangelikusok, fekszik Fraknóhoz más fél mértföldnyire, határja soványas, szőlö hegye tsekély, van savanyú vize, és mind a’ két féle fája elég."
Fényes Elek szerint " Kabold (Kobersdorf), német m. v. Sopron vmegyében, Ausztria szélén, Sopronhoz keletre 3 mfd., 414 kath., 359 evang., 939 zsidó lak., mind a három felekezetnek helyben van papja és imaháza. Határa hegyes völgyes és terméketlen. A majorsági birtok nem közöltetett; a lakosok birnak 490 h. szántóföldet, 147 h. rétet, 250 hold erdőt. Határát 2 patak nedvesiti, s ugyan itt van 2 savanyuviz forrás, egyik ben a városban, másik egy kies völgyben, s a lakosok ezekből isznak rendesen, mert az édes kutak büdöskövesek. Végre a városban még lakható állapotban láthatni egy váracskát, mellyet 1606-ban gr. Kéry János, és Czobor Orsolya, épittettek. Ez a Kéry ivadék fogatta meg Zrinyit és Frangepánt 1670-ben, midőn nála menedéket kerestek. A város birtokosa h. Eszterházy."

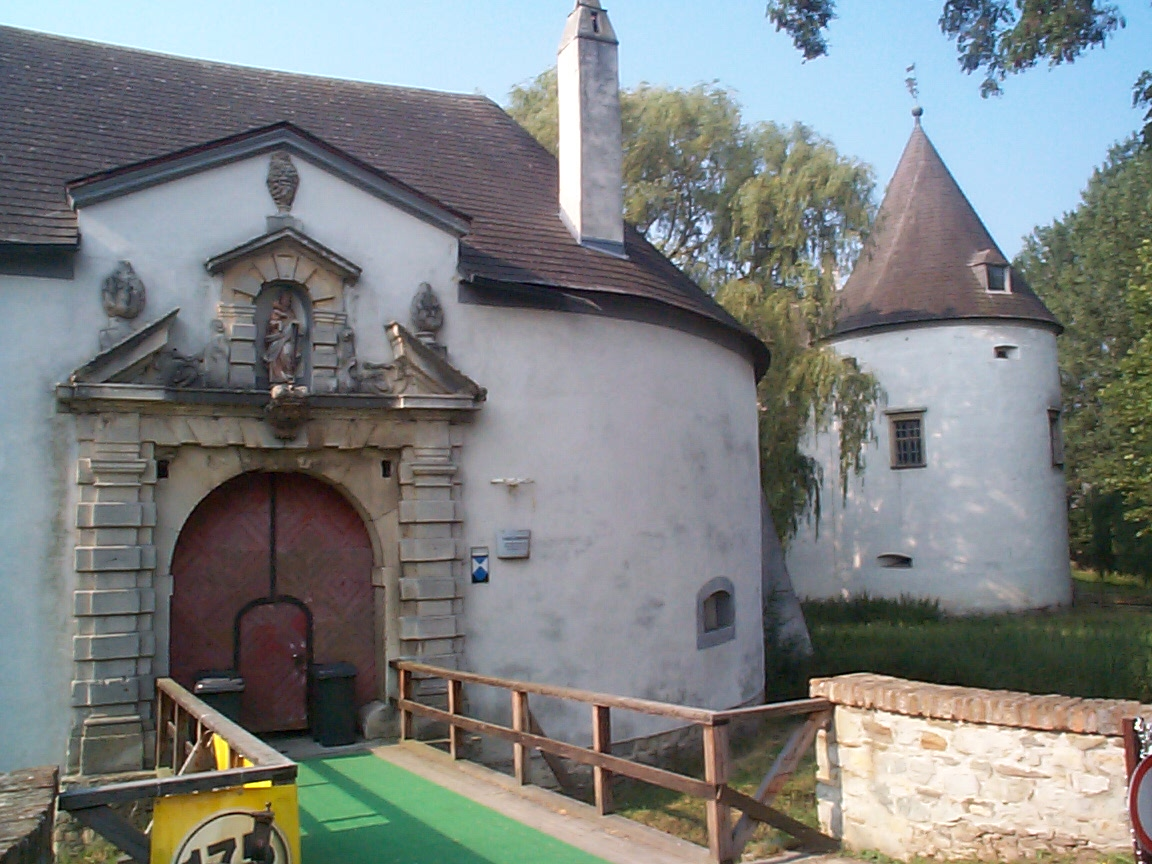
A vízivár kapuja

1895-ben Kaboldot nagy árvíz sújtotta, mely 19 emberéletet követelt és 30 házat elpusztított. Erre a nagy katasztrófára minden év június 6-án istentisztelettel emlékeznek a város polgárai. 1910-ben 1267, túlnyomórészt német lakosa volt. A trianoni békeszerződésig Sopron vármegye Soproni járásához tartozott. 1921-ben Kabold is Ausztria Burgenland tartományának része lett.
Kaboldon 1528-tól sok zsidó is élt, akik Sopronból menekültek ide. A 18. századtól Kabold egyike volt a mai Várvidék hét zsidó lakta településének. 1828-ban Kaboldnak 746 zsidó lakosa volt, de számuk 1934-re 172-re esett vissza. Zsinagógájukat 1860-ban építették fel. 1938-ban a német csapatok bevonulása után a zsinagógát súlyosan megrongálták, de túlélte a náci időket. Nagy szorgalommal újjáépítették és ma műemlékvédelem alatt áll.
Az 1950-es években elvégezték a település csatornázását és patakmeder szabályozást végeztek, átjárót, parkot, sportpályát építettek. 1967-ben a városban oktatási központ épült. 1970 és 1973 között felépült a "Franz Jonas Zentralschule" könyvtárral, zeneiskolával, szabadidő és kulturális központtal.
A romos állapotban levő várat 1963-ban Martha Bolldorf-Reitstätter építész, az osztrák akadémia tagja vásárolta meg és megkezdődött teljes rekonstrukciója, valamint kulturális központtá való kiépítése. 1972-től itt rendezik a Kaboldi várjátékokat. 2001-ben Martha Bolldorf-Reitstätter halála után a vár gondozását lánya, Anna Schlanitz vette át. Kabold 1973-ban mezővárosi rangot kapott.

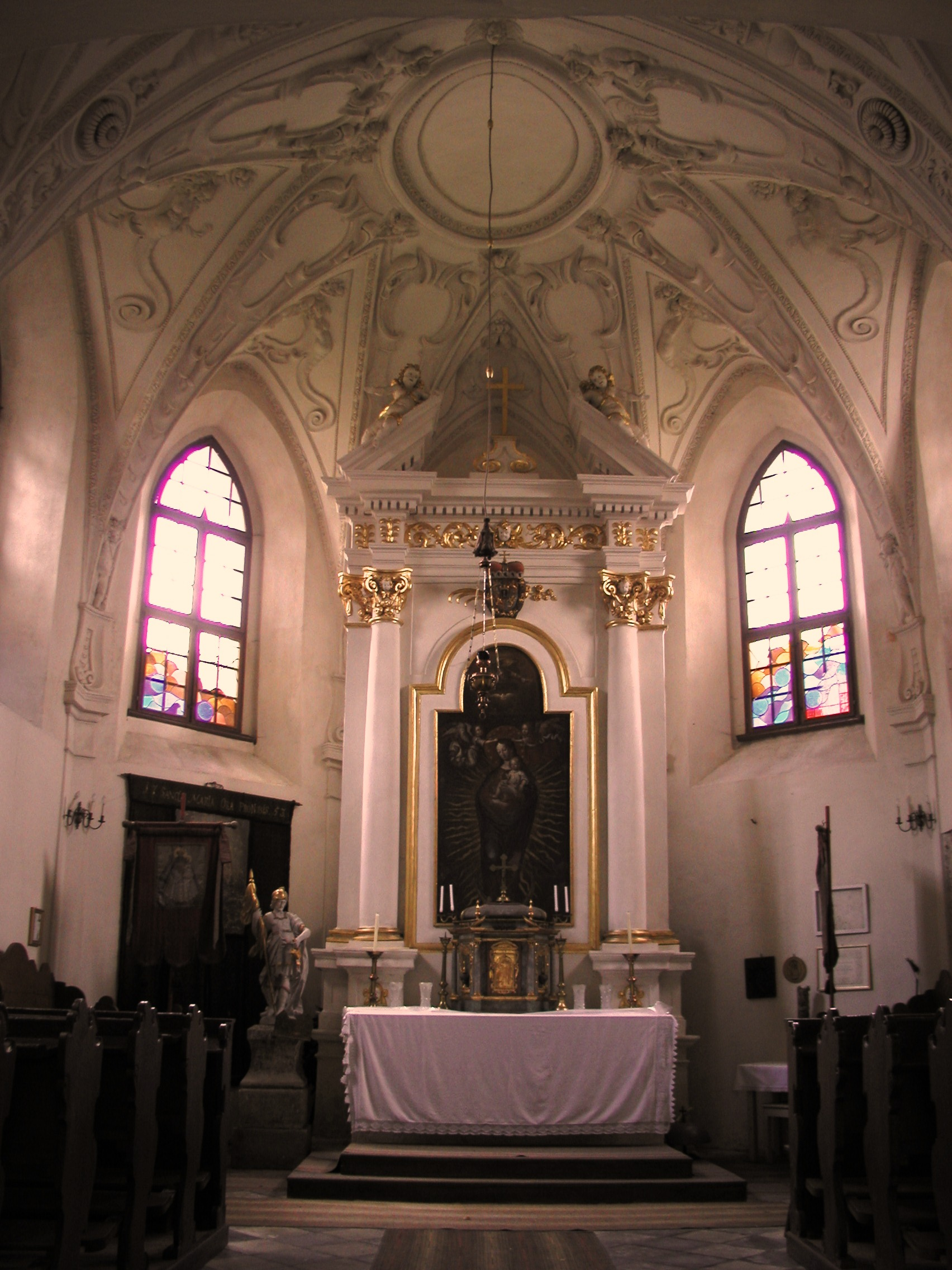
A várkápolna belseje

## Híres személyek
- Itt szolgált Zwebner Ábrahám rabbi.

## Nevezetességei
- A település ma is álló váráról híres, melyet 1222 és 1229 között a soproni Botus fia Pósa comes építtetett. 1482-ben a Weißpiach család bővítette és gótikus stílusban építette át. 1529-ben lerombolta a török, ezután reneszánsz stílusban építették újjá. 1654 és 1656 között a Kéry család barokk várkastéllyá építtette át. A török 1683-ban újra lerombolta. Az Esterházyak építtették újjá 1704 után. A súlyos állapotban levő várnak már lebontását tervezték, amikor 1963-ban megvásárolta a Bolldorf-Reitstätter család, akik eredeti állapotában építették újjá. Legértékesebb része a 13. századi eredetű várkápolna, melyben 1430 körül készített gótikus freskókat tártak fel. Itt található az a címer ábrázolás, melyből a mai tartományi címert megalkották. A kápolnát 1482-ben gótikus stílusban építették át. A 16. század második felében az evangélikusoké lett, akik a kor szokásának megfelelően galériát építettek benne. Ezt az ellenreformáció során a 17. században eltávolították, a gótikusbejáratot elfalazták és új korabarokk kaput építettek. A 18. században az Esterházyak barokk stílusban építtették át.
- Szent Miklósnak szentelt római katolikus temploma 1728-ban épült, a korábbi erődtemplom helyén. 1786-ban a templom ajándékba megkapta a pálosok mosonbánfalvi templomának 1680 körül készített főoltárát, melyet 1786-ban árvereztek el.
- Evangélikus temploma 1783-ban épült, oltárképét Dorfmeister István festette 1787-ben.
- A faluban gyógyfürdő van.

## Kultúra
A faluban nyaranként szabadtéren várszínház működik (Schloßspiele).

## Külső hivatkozások
- Kabold hivatalos oldala
- Kabold várának hivatalos oldala
- Rövid ismertető
- Magyar katolikus lexikon